# Изотонические растворы
Изотони́ческие раство́ры — водные растворы, изотоничные плазме крови. Простейшим раствором такого типа является так называемый физиологический раствор («физраствор») — водный раствор хлорида натрия (NaCl) с массовой долей 
ω(NaCl)≈ 0,9%. Название это очень условное, так как «физраствор» не содержит многих веществ (в частности, солей калия), необходимых для физиологической деятельности тканей организма.

## Разновидности изотонических растворов
Другими примерами изотонических растворов, имеющих более физиологичный состав, являются:
- раствор Рингера[2]
- раствор Рингера — Локка[2]
- раствор Рингера — Тироде
- раствор Кребса — Рингера
- Дисоль, Трисоль, Ацесоль, Хлосоль[2]
- Лактасол[2]
- Стерофундин изотонический

## Приготовление физраствора
При приготовлении растворов соли добавляются последовательно, каждую последующую соль прибавляют только после растворения предыдущей. Для предотвращения выпадения осадка углекислого кальция рекомендуется через раствор бикарбоната натрия пропускать углекислый газ. Глюкозу добавляют в растворы непосредственно перед применением. Все растворы готовят на свежей дистиллированной воде, перегнанной в стеклянной аппаратуре (металлы оказывают значительное влияние на жизнедеятельность тканей).

## Действие
Хлористый натрий содержится в плазме крови и тканевых жидкостях организма (концентрация около 0,9 %), являясь важнейшим неорганическим компонентом, поддерживающим соответствующее осмотическое давление плазмы крови и внеклеточной жидкости. 
В организм хлорид натрия поступает в необходимых количествах с пищей (5-9г). 
Дефицит может возникать при различных патологических состояниях, сопровождающихся повышенным выделением, при отсутствии компенсирующего поступления с пищей. Усиленная потеря ионов натрия и хлора имеет место при длительном сильном холероподобном поносе, неукротимой рвоте, обширных ожогах, гипофункции коры надпочечников. При снижении концентрации хлорида натрия в плазме крови вода переходит из сосудистого русла в межтканевую жидкость и развивается сгущение крови. При значительном дефиците спазмируются гладкие мышцы и появляются судорожные сокращения скелетной мускулатуры, нарушаются функции нервной и сердечно-сосудистой систем.
Растворы хлорида натрия широко используются в медицинской практике и в зависимости от концентрации разделяются на изотонический (0,9 %) и гипертонический. Раствор (0,9 %) хлорида натрия изотоничен плазме крови человека и поэтому быстро выводится из сосудистого русла, лишь временно увеличивая объём циркулирующей жидкости, поэтому его эффективность при кровопотерях и шоке недостаточна. Вводимая доза определяется в зависимости от потери организмом жидкости, ионов натрия и хлора — в среднем составляет 1000 мл/сутки, где содержится 9г соли. 
Гипертонические растворы (3-5-10 %) применяются внутривенно и наружно. При наружной аппликации они способствуют выделению гноя, проявляют антимикробную активность, при внутривенном введении усиливают диурез и восполняют дефицит ионов натрия и хлора.

## Побочные действия избыточного введения физиологического раствора
- хлоридный ацидоз,
- гипергидратация,
- гипокалиемия,
- гипернатриемия,
- тошнота, рвота, диарея, спазмы желудка,
- слезотечение, потливость, лихорадка,
- тахикардия, артериальная гипертензия,
- нарушение функции почек, отёки,
- головная боль, головокружение, беспокойство, слабость[3].

## Показания
Физиологические растворы применяются в качестве дезинтоксикационного средства, для коррекции состояния при обезвоживании, для растворения других лекарственных препаратов, реже как заменитель крови или для промывания контактных линз.

## Острые эффекты
Гипернатриемия — уровень натрия в крови выше 145 мг-экв/л, вызывает жажду и из-за уменьшения клеток головного мозга может вызвать дезориентацию и мышечные спазмы. Высокое содержание хлорида натрия в крови может привести к судорогам и коме. Смерть может быть вызвана употреблением в пищу больших количеств соли (около 1 г на кг массы тела) или также может быть вызвана чрезмерным использованием растворов солей как рвотного (как правило, после того, как заподозрено отравление), при случайном использовании вместо сахара в пищевых продуктах. 
Чрезмерное внутривенное введение физиологического раствора (0,9 % NaCl) может привести к нежелательным клиническим последствиям. Один литр физиологического раствора содержит 9 г соли, что примерно в два раза больше, чем рекомендуемая суточная потребность. Если у пациента появляется жажда после введения физиологического раствора, это означает, что у него уже избыточное количество Na+ в организме, то есть он получил избыток соли.

## Ограничения
При нарушениях функции почек, высоком артериальном давлении и сердечной недостаточности большие объёмы физраствора назначают с осторожностью.

## Способ применения
Изотонический раствор вводят внутривенно, подкожно (в связи с большим объёмом вводимого раствора — в наружную поверхность бедра) и в клизмах.